# Адольф I Шауэнбургский

Графство Гольштейн на карте Священной Римской империи.

Адольф I Шауэнбургский (нем. Adolf I.; ум. 13 ноября 1130) — первый граф Шауэнбурга с 1106 года и второй граф Гольштейна с 1111 года. Активный участник колонизации и германизации земель к северу от Эльбы.
В 1111 году получил в ленное владение от саксонского герцога Лотаря Суплинбургского Гольштейн и Штормарн, включая Гамбург. Возглавил оборону северогерманских земель от Вагрии. Вместе с ободритским князем Генрихом неоднократно вторгался в земли вагров и ругийцев.
После смерти Адольфа I его графства унаследовал второй сын — Адольф II (старший, Хартунг, был убит в битве при Кульме (Хлумеке) в 1126 году).

## Семья
Жена — Хильдева, дети:
- Хартунг
- Адольф II (ум. 1164)
- Мехтильда ∞ граф Людольф I фон Дассель (ок. 1115 −1166)
- Адельгейда